# 10793 Кіто
10793 Кіто (10793 Quito) — астероїд головного поясу, відкритий 2 лютого 1992 року.
Тіссеранів параметр щодо Юпітера — 3,181.
Названо на честь столиці Еквадору Кіто.